# Eden Roc
Eden Roc es un lugar designado por el censo ubicado en el condado de Hawái en el estado estadounidense de Hawái. En el año 2000 tenía una población de 451 habitantes y una densidad poblacional de 24.8 personas por km².

## Geografía
Eden Roc se encuentra ubicado en las coordenadas 19°29′40″N 155°6′20″O / 19.49444, -155.10556. Según la Oficina del Censo, la localidad tiene un área total de 18,2 km² (7 mi²), de la cual 18,2 km² (7 mi²) es tierra y 0 km² (0 mi²) (0%) es agua.

## Demografía
Según la Oficina del Censo en 2000 los ingresos medios por hogar en la localidad eran de $15.658, y los ingresos medios por familia eran $38.229. Los hombres tenían unos ingresos medios de $21.146 frente a los $19.464 para las mujeres. La renta per cápita para la localidad era de $9.902. Alrededor del 16.9% de las familias y del 34.9% de la población estaban por debajo del umbral de pobreza.